# .300 H&H Magnum
.300 H&H Magnum Cartridge — патрон центрального воспламенения с поясковой гильзой, разработанный британской компанией Holland & Holland в июне 1925 года на основе .375 H&H Magnum. Максимальное давление установленное для него институтом SAAMI должно находится в пределах 54,000 P.S.I.

## Спецификация
Типовые размерности .300 H&H Magnum

Типовые размерности .30 Super